# Sdružení mikroregionu Pelhřimov
Sdružení mikroregionu Pelhřimov je sdružení obcí v okresu Pelhřimov, jeho sídlem je Pelhřimov a jeho cílem je rozvoj regionu. Sdružuje celkem 32 obcí a byl založen v roce 2000.

## Obce sdružené v mikroregionu
- Pelhřimov
- Kojčice
- Vokov
- Útěchovičky
- Bácovice
- Čížkov
- Dobrá Voda
- Krasíkovice
- Libkova Voda
- Litohošť
- Nová Buková
- Olešná
- Pavlov
- Putimov
- Rynárec
- Útěchovice
- Velký Rybník
- Zachotín
- Zajíčkov
- Žirov
- Červená Řečice
- Vyskytná
- Čelistná
- Křelovice
- Nový Rychnov
- Proseč pod Křemešníkem
- Mezná
- Střítež pod Křemešníkem